# Brita Sundberg-Weitman
Brita Fredrika Sundberg-Weitman, född 19 januari 1934 i Oscars församling, Stockholms stad, är en svensk jurist. Hon är dotter till Halvar Sundberg.

## Biografi
Brita Sundberg-Weitman avlade juris kandidatexamen vid Uppsala universitet 1958. Efter tingstjänstgöring 1958–1961 blev hon fiskal i Svea hovrätt 1962 och assessor där 1967. Brita Sundberg-Weitman var föredragande hos Justitieombudsmannen Alfred Bexelius 1969–1970 och promoverades till juris doktor 1973. Hon blev docent i civilrätt vid Stockholms universitet 1974 och docent i folkrätt 1977. Brita Sundberg-Weitman var hovrättsråd i Svea hovrätt 1976–1989 och lagman i Solna tingsrätt 1989–2001. Hon har publicerat Nondiskriminering i EEC (1973), Discrimination on Grounds of Nationality (1977), Saklighet och godtycke (1981), Rättsstaten åter! (1985) och Sverige och rättsstaten på 2000-talet (2008) samt rättsvetenskapliga artiklar i Svensk Juristtidning och debattinlägg, speciellt om rättssäkerhet. Under åren 1994–1997 var hon ordförande för Medborgarrättsrörelsen.